# Julien Stappers
Julien Stappers (Chênée, 1875 - 1960) was een Belgisch kunstschilder.

## Biografie
Julien Stappers werd geboren in Chênée (Luik) op 9 augustus 1875. Hij was samen met zijn tweelingbroer Edmond Stappers (veearts) de oudste van het gezin Stappers. Er volgen nog 3 broers: Léon (1880 - chemicus), Alexandre (1884 -  inlijster) en Emile (1885).
Zijn ouders waren Leopold Stappers (muziekleraar - 25-10-1846 Alken - 22-06-1908 Hasselt) en Marie Bormans (24-05-1846 Luik - 20-08-9-1888 Grace Berleur). Een paar jaar na het overlijden van zijn moeder op 42-jarige leeftijd, hertrouwde Leopold met Anna Delvenne (9-06-1861 Luik - 20-08-1908 Hasselt) op 15-12-1892 en hadden ze samen nog een dochter Marie (1893).
Julien woonde in zijn jeugdjaren in Chênée, Grace Berleur en Hasselt en verhuisde dan naar Antwerpen waar hij een opleiding volgde tot kunstschilder aan de Koninklijke Academie voor Schone Kunsten van Antwerpen (1894-1899), als leerling van Albrecht De Vriendt. Hij rondde zijn opleiding af aan het Hoger Instituut voor schone kunsten tevens te Antwerpen (1899-1901). 
Hij debuteerde met een tentoonstelling in 1898 in de Salon Namen (Halle Du Kursaal Dimeus). Was ook meermaals te gast met zijn werk in galerij "Rubens" te Brussel in 1957, 1959 en 1960. Maar ook in Galerij ‘Le Studio’ in Brussel in 1949, 1950 en 1951.  Eveneens in de Cercle Beaux Arts in Luik in 1950. Stelde tentoon tijdens de Druivenfeesten in Hoeilaart in 1951 en 1956. En tot slot exposeerde hij in galerij "Jordaens" te Gent in 1950, 1951, 1957, 1959 en 1960.
Stappers verwierf bekendheid door zijn zonnig kleurenpalet in stadsgezichten en zuiderse landschappen, maar vooral door stillevens in olieverf op hout of doek met beelden van bloemen in steeds aantrekkelijk interieur.
Er kwam ook kritiek einde de jaren 50 omdat hij niet afweek van zijn geliefde stil levens en 'decors' maar desondanks waren zijn werken geliefd bij het publiek.
Meermaals werd hij geprezen voor zijn oog voor detail voor bloemen waar hij zo van hield. Maar ook voor zijn Mediterraanse landschappen die hij schilderde op zijn meerdere reizen naar o.a. Italië (Capri) en Zuiden van Frankrijk… 
Minder gekend is dat hij ook originele illustraties heeft verzorgd, namelijk een samenwerking met uitvinder en Waals poëet Louis Gerard Adinau in het boek uit 1960:  ‘Sagesse du soir. Pastels et eaux-fortes’. 
Hij huwde met Maria de Schutter en hadden samen 2 kinderen: Gabrielle Stappers (21-09-1907 Schaarbeek) en René Stappers (30-08-1902 Schaarbeek).  Tussen 1901 en 1908 woonde het gezin in Rue Du Pavillon in Etterbeek. En in 1911 vinden we hen in de Albert Giraudlaan in Schaarbeek in een huis in eclectische stijl met een atelier achteraan.
Vanaf 1945 huurde hij een riante villa met grote tuin en vijver in Hoeilaart waar hij ook een schildersstudio had. Deze villa in de Groendendaalsesteenweg bestaat tot op vandaag nog maar is omgebouwd tot restaurant. 
Hij stierf op 17 april 1960 in Sint-Pieters-Woluwe (ondertussen weduwnaar) op 83-jarige leeftijd, maar stelde nog tentoon tot in februari van datzelfde jaar. 
Hij liet een groot oeuvre achter die verschijnen op veilingen over de hele wereld, maar vooral in Brussel, Antwerpen en Luik. 

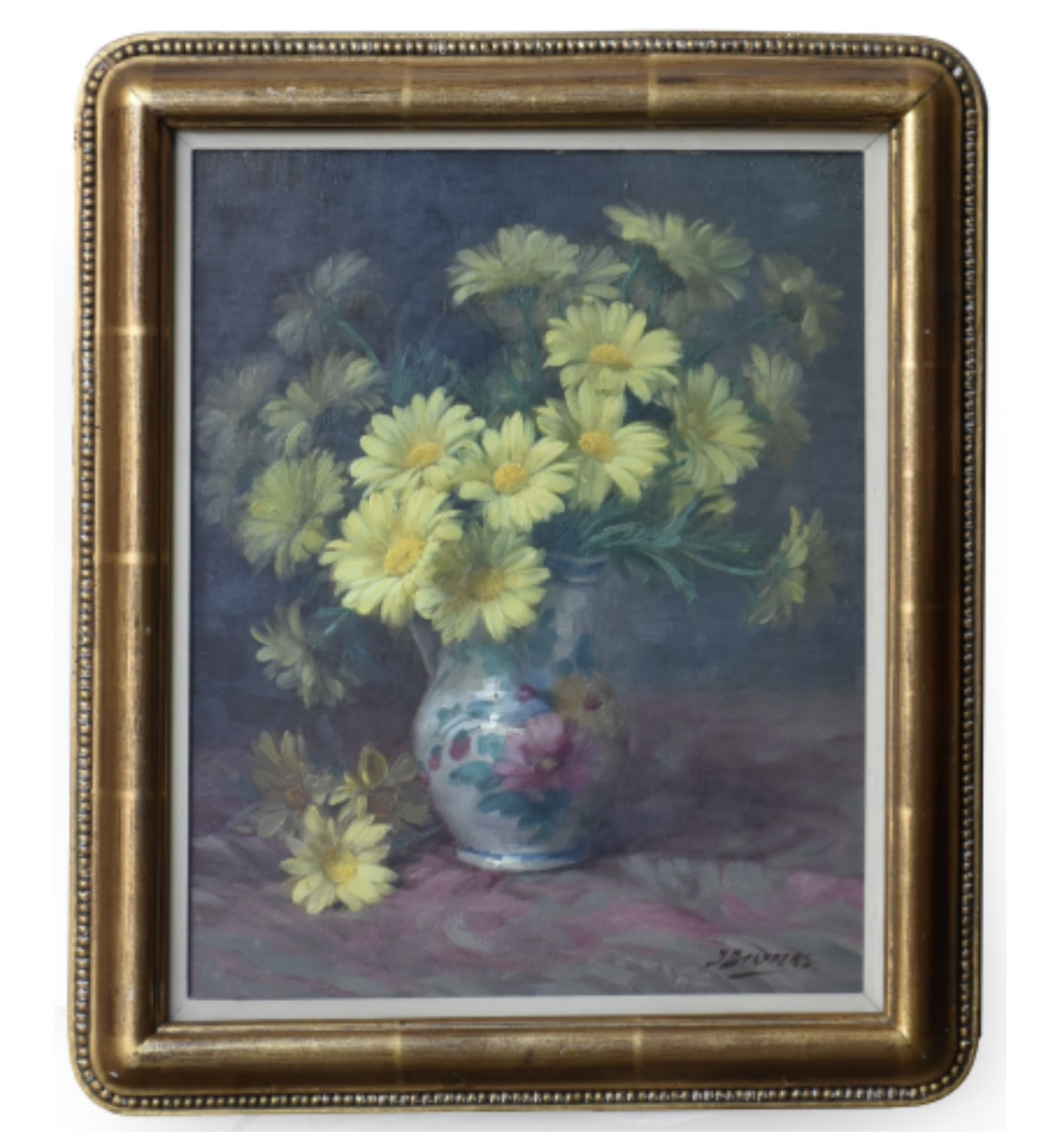
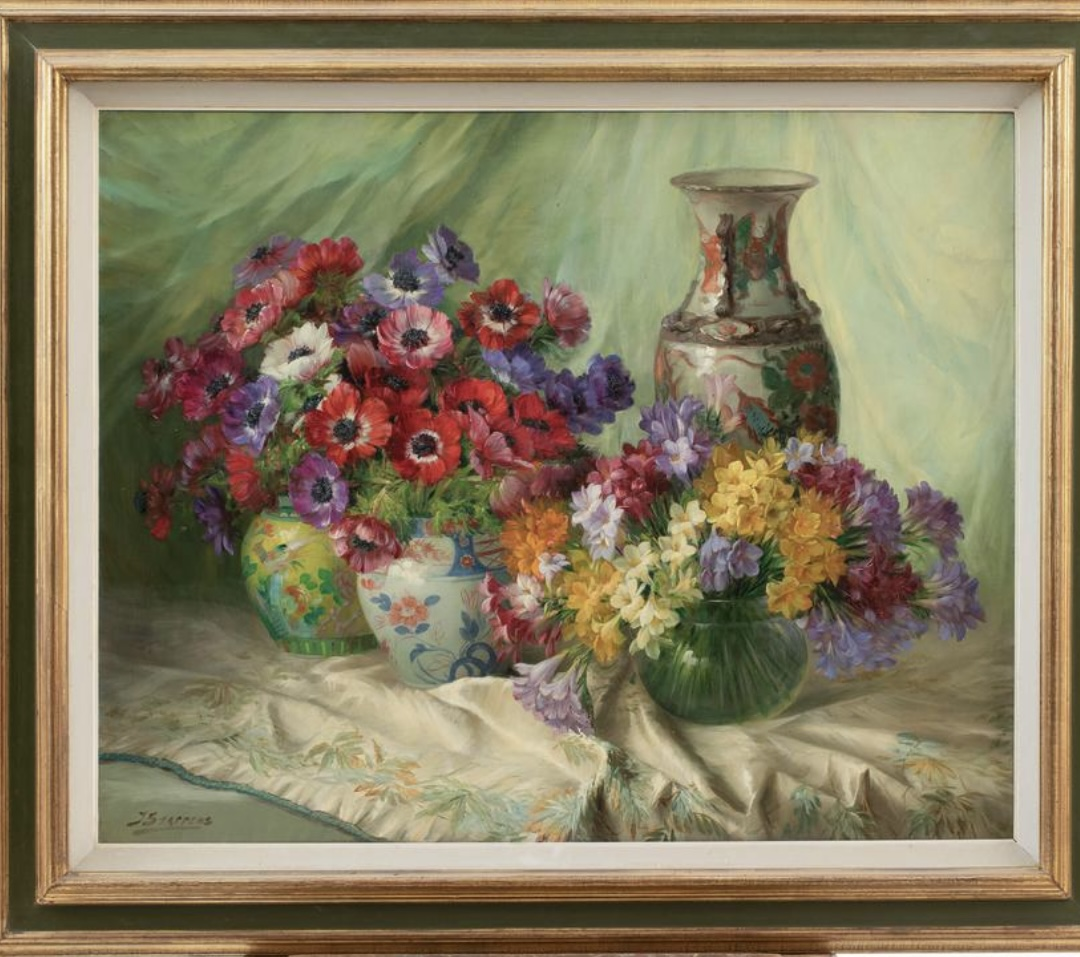
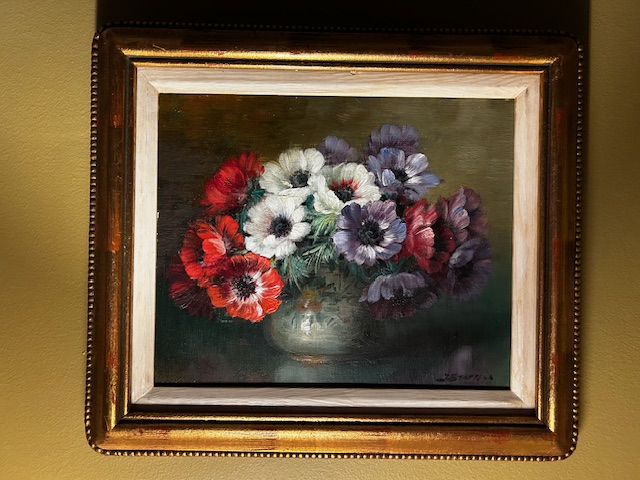
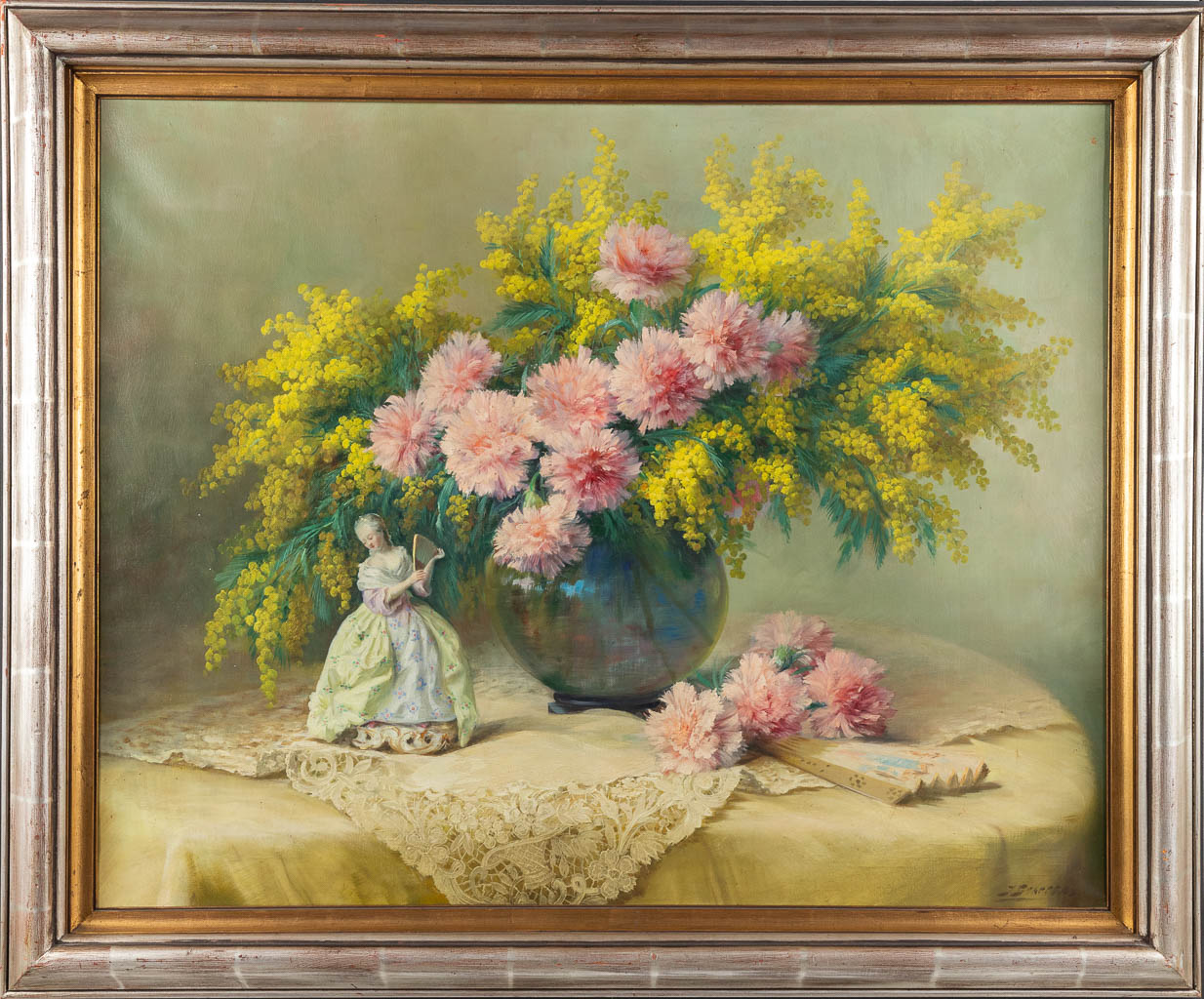